# Ballygar
Ballygar is een plaats in het Ierse graafschap Galway. De plaats telt 642 inwoners. Ballygar ligt aan de N63, de weg van Galway naar Roscommon een paar kilometer van de grens tussen beide graafschappen.